# Louvigny (Calvados)
Louvigny é uma comuna francesa na região administrativa da Normandia, no departamento de Calvados. Estende-se por uma área de 5,64 km². Em 2010 a comuna tinha 2 751 habitantes (densidade: 487,8 hab./km²).